# Alès
Alès is een stad in het Franse departement Gard in de regio Occitanie in het zuiden van Frankrijk. De stad wordt ook wel de "hoofdstad van de Cevennen" genoemd. Alès telde op 1 januari 2022 45.025 inwoners, die Alésiens en Alésiennes worden genoemd. Oudere namen van deze plaats zijn, in het Latijn, Alestum, en na de Middeleeuwen, Alez, Alais of Alles.
De gemeente heeft een industrieel verleden.

## Geschiedenis
In de 4e eeuw v.C. vestigde de stam van de Arecomici van de Volcae zich op deze plaats. Zij bouwden een oppidum, een versterkte plaats, op de heuvel van l’Ermitage. De plaats bleef bestaan onder de Romeinen. In 2008 werd een Romeinse mozaïekvloer uit 50 v.C. gevonden, de grootste ooit gevonden in Frankrijk, die doet vermoeden dat de plaats een zeker belang had.
Alès werd in 1200 via een stadscharter een gemeente bestuurd door consuls.

### Reformatie
Alès speelde een belangrijke rol in de reformatie in Frankrijk. Het protestantisme maakte er opgang halfweg de 16e eeuw. Alès werd een place de sûreté waar protestanten in vrijheid hun godsdienst konden beleven. Ze maakten aanvankelijk gebruik van voormalige katholieke kerken maar in 1577 werd een nieuwe protestantse kerk geopend. Deze imposante kerk bood plaats aan 5 tot 6.000 gelovigen. In 1620 kwam in Alès een algemene synode bijeen van de Franse gereformeerde kerken. In 1629 werd de stad belegerd door een leger van koning Lodewijk XIII. De Vrede van Alès die volgde kende vrijheid van godsdienst toe aan de Franse protestanten. Koning Lodewijk XIV liet de protestantse kerk afbreken en liet een fort bouwen in de stad na het intrekken van het Edict van Nantes in 1685. In het fort werd een garnizoen gelegerd om de resterende protestanten onder controle te houden. In de eerste jaren van de 18e eeuw woedde de Oorlog van de Camisards, een strijd van protestantse opstandelingen in de Cevennen en vele protestantse gevangenen werden opgesloten in het fort. Alès was een katholiek bisdom van 1694 tot 1801. Pas in 1792 kreeg Alès opnieuw een protestantse kerk, in een voormalige katholieke kapel die op de plaats van de afgebroken protestantse kerk werd gebouwd. Deze kapel werd in 1864-1865 afgebroken en in de plaats kwam een nieuwe, grotere kerk.

### Industrie
In de 18e eeuw werd Alès een centrum van zijde-industrie. Zijderupsen werden al eerder geteeld in de Cevennen. Er kwamen ook steenkoolmijnen. Hierdoor groeide de bevolking sterk tot 11.000 inwoners. In de 19e eeuw zette de industrialisering zich verder. In 1830 werd de Compagnie des Mines, Fonderies et Forges d’Alès opgericht en in 1843 een mijnbouwschool. Alès werd aangesloten op het spoorwegnetwerk. De zijde-industrie verdween door een ziekte bij de zijdewormen die opdook in 1855.
In de eerste helft van de 20e eeuw bleef de steenkoolwinning belangrijk. Kort na de Tweede Wereldoorlog waren er 20.000 mensen in deze sector tewerkgesteld. Maar vanaf 1958 begonnen de mijnen te sluiten; de laatste in 1988. Vanaf de jaren 1990 werd geprobeerd nieuwe industrie aan te trekken. In september 2002 werden Alès en de omringende gemeenten getroffen door overstromingen na een wolkbreuk waarbij zes doden vielen.

## Bezienswaardigheden
- Kathedraal Saint-Jean-Baptiste
- Protestantse kerk (1868)
- Fort Vauban (1688)
- Mont Ricateau (19e eeuw), mijnterril

### Afbeeldingen

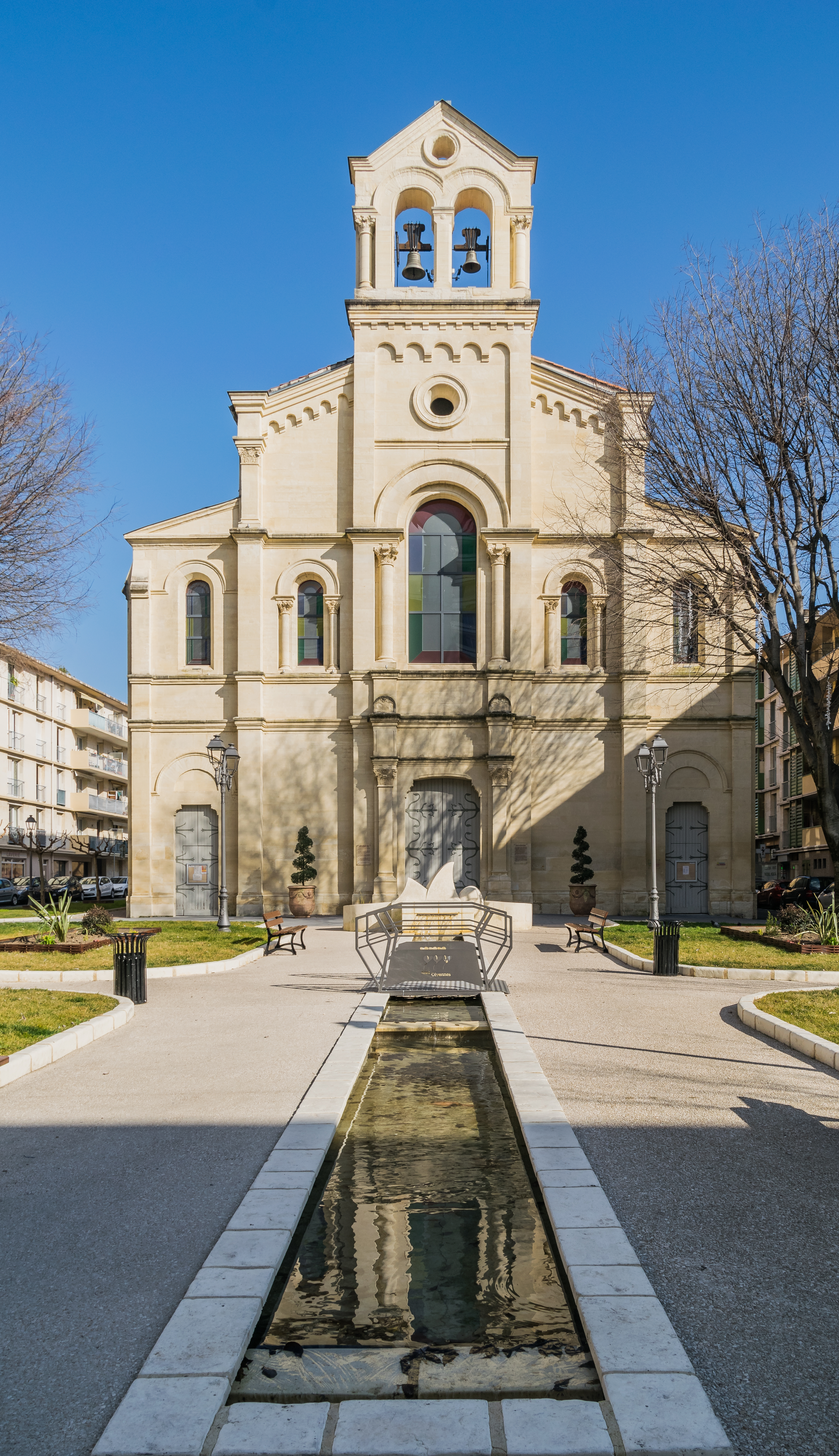
Protestantse kerk ("temple")
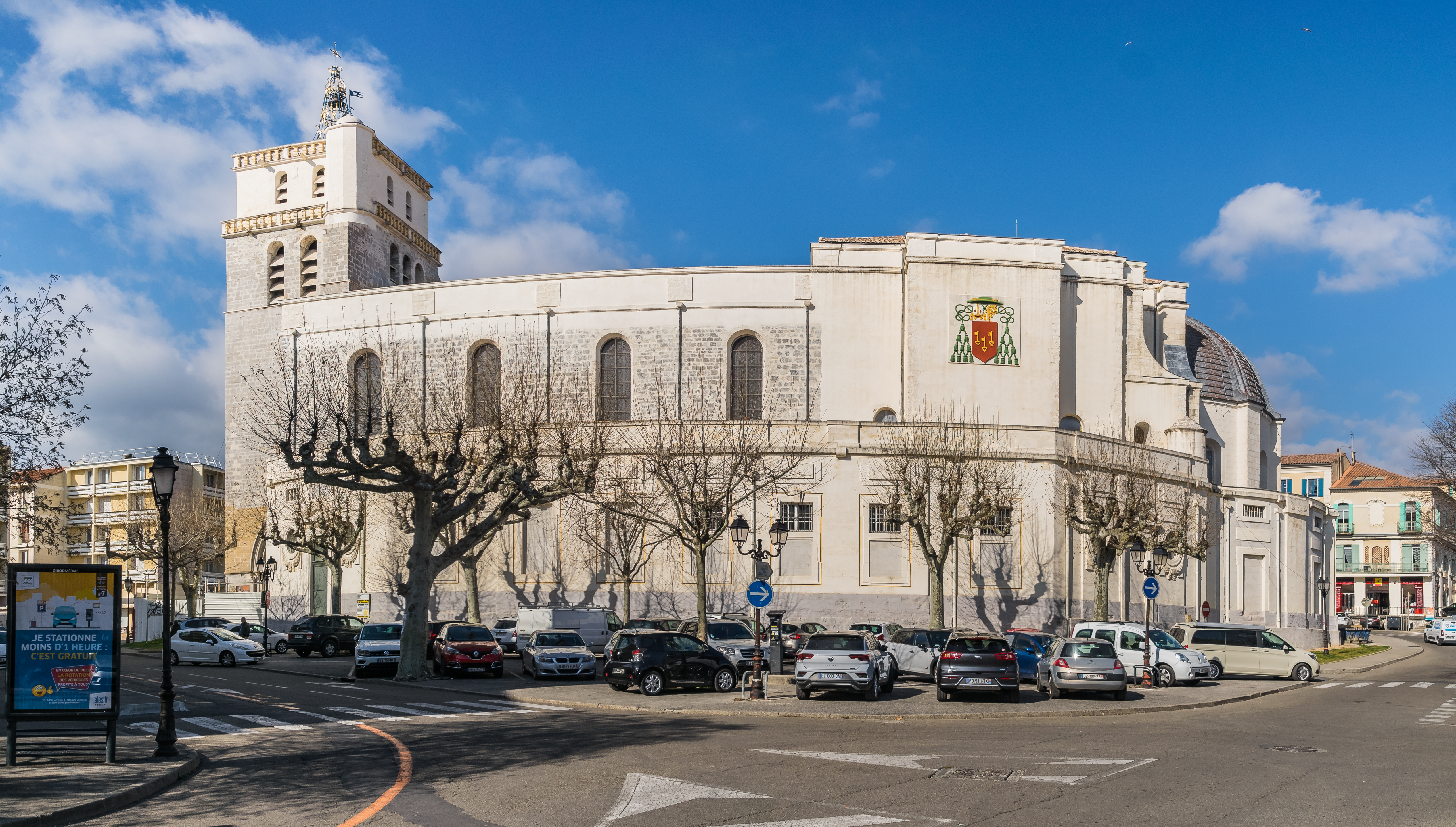
Cathédrale Saint-Jean-Baptiste d'Alès
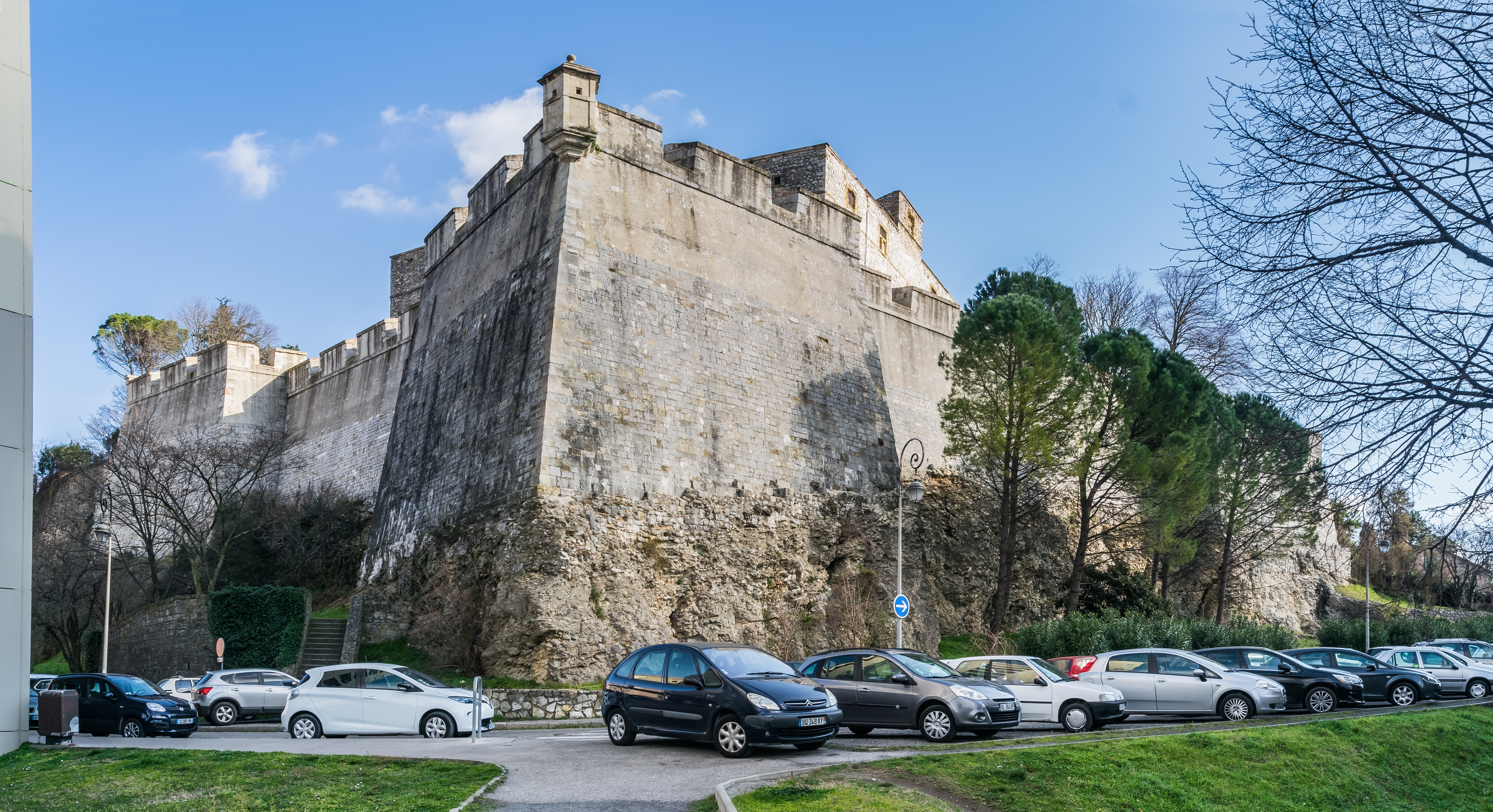
Fort Vauban

## Verkeer
In de gemeente ligt het spoorwegstation Alès.

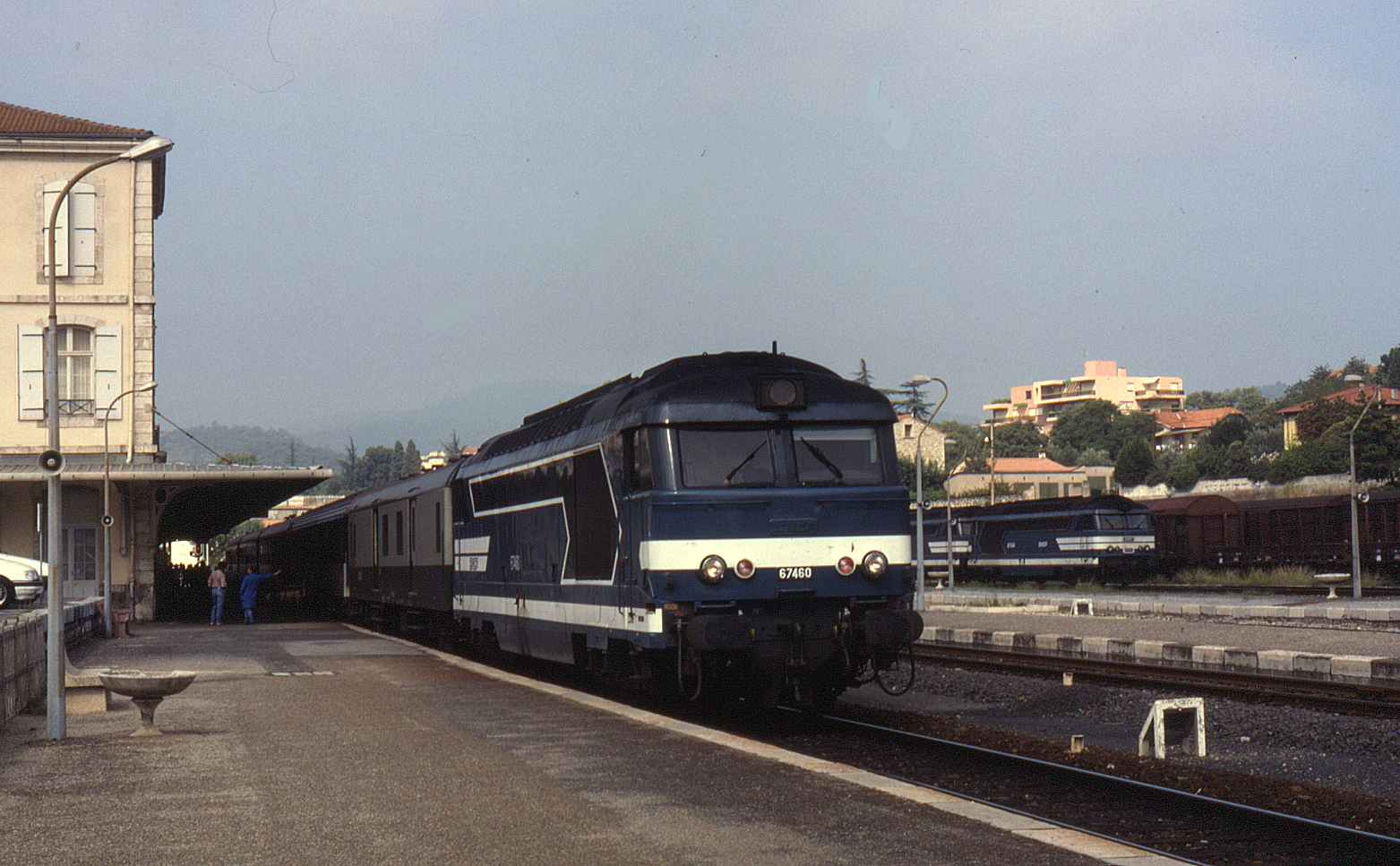
Station met locomotief serie BB 67400 (1992)

## Geografie
De oppervlakte van Alès bedroeg op 1 januari 2022 23,16 vierkante kilometer; de bevolkingsdichtheid was toen 1.944,1 inwoners per km².
De onderstaande kaart toont de ligging van Alès met de belangrijkste infrastructuur en aangrenzende gemeenten.

## Demografie
Onderstaande figuur toont het verloop van het inwoneraantal van Alès vanaf 1962.

## Sport
Alès was twee keer start- en aankomstplaats in de Tour de France. De ritten naar Alès werden gewonnen door Nino Defilippis (in 1957) en Moreno Argentin (in 1991).

## Bekende inwoners van Alès

### Geboren
- François Boissier de Sauvages de Lacroix (1706-1767), plantkundige
- Jean-Baptiste Dumas (1800-1884), scheikundige
- Gabriel Auphan (1894-1982), admiraal en minister van Marine
- Edgard de Larminat (1895-1962), generaal
- Lucile Randon (1904-2023), kloosterzuster en supereeuwelinge; vanaf 2022 de oudste mens ter wereld
- Maurice André (1933-2012), klassiek trompettist
- Laurent Blanc (1965), voetballer en voetbaltrainer
- Jean-Philippe Gatien (1968), tafeltennisspeler
- Stéphane Sarrazin (1975), autocoureur
- Romain Dumas (1977), autocoureur, winnaar 24 uur van Le Mans in 2010 en 2016
- Damien Bonnard (1978), acteur
- Julien Doré (1982), singer-songwriter en acteur
- Nabil El Zhar (1986), voetballer

### Overleden
- Joseph Zobel (1915–2006), Martiniquees-Frans prozaschrijver